# Brit Awards de 1987
O Brit Awards de 1987 foi a 7ª edição do maior prêmio anual de música pop do Reino Unido. Eles são administrados pela British Phonographic Industry e ocorreram em 9 de fevereiro de 1987 no Grosvenor House Hotel, em Londres.
A cerimônia de premiação, apresentada por Jonathan King, foi televisionada pela BBC.

## Performances
- Chris de Burgh – "The Lady in Red"
- Curiosity Killed the Cat – "Down to Earth"
- Five Star – "Can't Wait Another Minute"
- Level 42 – "Lessons in Love"
- Simply Red – "Holding Back the Years"
- Spandau Ballet – "Through the Barricades"
- Whitney Houston – "How Will I Know"

## Vencedores e nomeados
| Álbum Britânico do Ano | Produtor Britânico do Ano                                                                           |
| --- | --------------------------------------------------------------------------------------------------- |
| - Dire Straits – Brothers in Arms - Five Star – Silk & Steel - The Housemartins – London 0 Hull 4 - Peter Gabriel – So - Simply Red – Picture Book                                                                | - David A. Stewart - Hugh Padgham - Pip Williams - Stock Aitken Waterman - Trevor Horn              |
| Single Britânico do Ano | Vídeo Britânico do Ano                                                                              |
| - Pet Shop Boys – "West End Girls" - Chris de Burgh – "The Lady in Red" - The Communards & Sarah Jane Morris – "Don't Leave Me This Way" - Peter Gabriel – "Sledgehammer" - Simply Red – "Holding Back the Years" | - Peter Gabriel – "Sledgehammer"                                                                    |
| Artista Solo Masculino Britânico | Artista Solo Feminina Britânica                                                                     |
| - Peter Gabriel - Billy Ocean - Chris de Burgh - Phil Collins - Robert Palmer | - Kate Bush - Jaki Graham - Joan Armatrading - Kim Wilde - Sade Adu                                 |
| Grupo Britânico | Melhor Revelação Britânica                                                                          |
| - Five Star - Dire Straits - Eurythmics - Pet Shop Boys - Simply Red | - The Housemartins                                                                                  |
| Grupo Internacional | Artista Solo Internacional                                                                          |
| - The Bangles - A-ha - Bon Jovi - Cameo - Huey Lewis and the News | - Paul Simon - Anita Baker - Bruce Springsteen - Madonna - Whitney Houston                          |
| Gravação Clássica | Melhor Gravação de Trilha Sonora                                                                    |
| - Julian Lloyd Webber - André Previn - Luciano Pavarotti - Mariss Jansons - Nigel Kennedy | - Top Gun - Absolute Beginners - Down and Out in Beverly Hills - Out of Africa - A Room with a View |

### Contribuição Excepcional para a Música
- Eric Clapton